# Данн, Пит
Пи́тер То́мас И́нгленд (англ. Peter Thomas England, род. 9 ноября 1993, Бирмингем) — английский рестлер и промоутер. Ныне выступает в WWE на бренде SmackDown под именем под именем Пит Данн (англ. Pete Dunne).
Он является бывшим чемпионом Соединенного Королевства WWE, а также бывшим командным чемпионом NXT вместе с Мэттом Риддлом, с которым он также выиграл турнир Dusty Rhodes Tag Team Classic в 2020 году.
Данн начал тренироваться в 2006 году, в возрасте 12 лет, а свой дебютный матч провел в 2007 году. С тех пор он много работал в независимых международных организациях, таких как Destiny World Wrestling (DWW), Fight Club: Pro (FCP), Insane Championship Wrestling (ICW), Michinoku Pro Wrestling (MPW), Over the Top Wrestling, Pro Wrestling Guerrilla (PWG), Progress Wrestling (где он является бывшим чемпионом мира Progress), Revolution Pro Wrestling (RPW) и Westside Xtreme Wrestling (wXw). Он также является одним из основателей Attack! Pro Wrestling.
11 марта 2022 года дебютировал на шоу SmackDown, где получил новый сценический псевдоним Бутч.

## Личная жизнь
Вместе с товарищами по команде «British Strong Style» (Тайлер Бейт и Трент Севен), Ингленд стал веганом после просмотра в 2014 году документального фильма «Скотозаговор». Он пропагандирует веганский образ жизни в социальных сетях и в интервью.
Вместе с коллегами-рестлерами Марком Эндрюсом и Эдди Деннисом Ингленд стал одним из основателей Defend Indy Wrestling, линии одежды для фанатов независимого рестлинга.

## Титулы и достижения
- 4 Front Wrestling

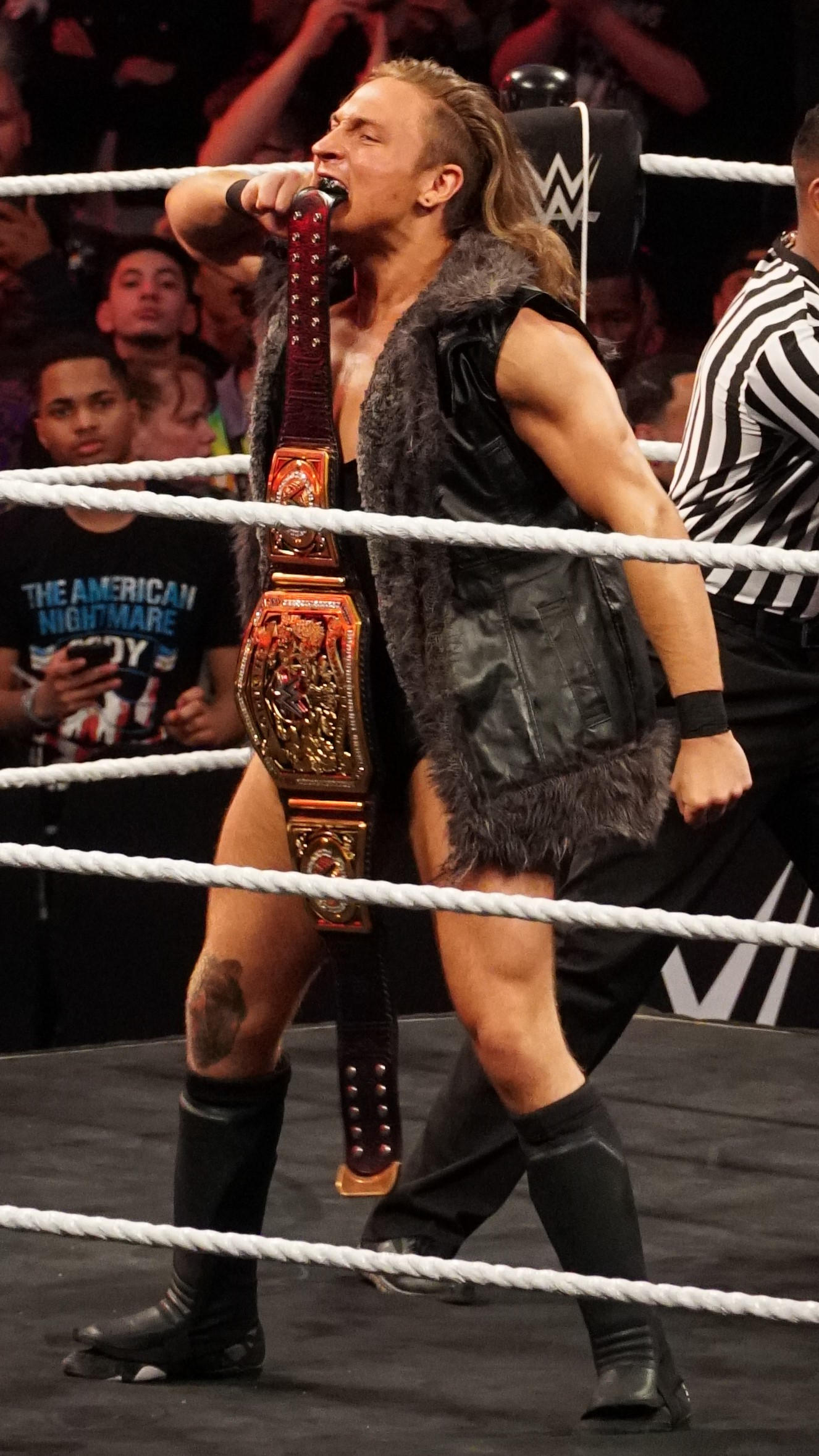
Данн — однократный чемпион Соединенного Королевства WWE

  - Чемпион 4FW в полутяжёлом весе (1 раз)[4]
- Alternative Wrestling World
  - Командный чемпион Британии AWW (1 раз) — с Дамианом Данном[5]
- Attack! Pro Wrestling
  - Чемпион 24/7 Attack! (6 раз)[6]
  - Elder Stein Invitational (2012)[7]
- Chikara
  - Король трио (2017) — с Трентом Севеном и Тайлером Бейтом[8][9]
- Destiny World Wrestling
  - Чемпион DWW (1 раз)[10]
- Dublin Championship Wrestling
  - Командный чемпион DCW (1 раз) — с Дамианом Данном[11]
- Fight Club:Pro
  - Чемпион FCP (1 раз)[12]
  - Командный чемпион FCP(1 раз) — с Трентом Севеном[13]
  - Infinity Trophy (2015)[14]
- FutureShock Wrestling
  - Адреналиновый чемпион FSW (1 раз)[15]
- Kamikaze Pro
  - Чемпионат дивизиона Relentless (1 раз)[16]
- No Limits Wrestling
  - Чемпион NlW в тяжёлом весе (1 раз)[17]
- Over the Top Wrestling
  - Чемпион без ограничений OTT (1 раз)[18]
  - Командный чемпион OTT (1 раз) — с Тайлером Бейтом и Трентом Севеном[19]
- Pro Wrestling Illustrated
  - № 29 в топ 500 рестлеров в рейтинге PWI 500 в 2017[20]
- Pro Wrestling Kingdom
  - Чемпион Pro Wrestling Kingdom (1 раз)[21]
- Pro Wrestling Revolver
  - Командный чемпион PWR (1 раз) — с Милли Маккензи[22]
- Progress Wrestling
  - Чемпион мира Progress (1 раз)[23]
  - Командный чемпион Progress (1 раз) — с Трентом Севеном[24]
- Revolution Pro Wrestling
  - Чемпион Британии в полутяжёлом весе RPW (1 раз)[25]
  - Турнир за титул чемпиона Британии в полутяжёлом весе (2016)[26]
- Southside Wrestling Entertainment
  - Кубок молодых тигров (2015)[27]
- VII Pro Wrestling
  - Чемпион VII Pro (1 раз)[28]
  - Турнир за Тройной трофей VII — с Си Джей Бэнксом и Дэном Молони[29]
- Westside Xtreme Wrestling
  - Чемпион Shotgun wXw (1 раз)[30]
- WWE
  - Командный чемпион NXT (1 раз) — с Мэттом Риддлом[31][32]
  - Чемпион Соединённого Королевства WWE (1 раз)[33][34]
  - Победитель Dusty Rhodes Tag Team Classic (2020) — с Мэттом Риддлом[35][36]
  - Награда за матч года в NXT (2017) — против Тайлера Бейта на NXT TakeOver: Chicago[37]

### Luchas de Apuestas
| Победитель      | Проигравший        | Место        | Шоу                | Дата        | Прим. |
| --------------- | ------------------ | ------------ | ------------------ | ----------- | ----- |
| Хеликс (волосы) | Тайгер Кид (маска) | Кент, Англия | Riot Act Wrestling | январь 2010 |       |